# مالكولم ماكدونالد
مالكولم ماكدونالد (بالإنجليزية: Malcolm MacDonald)‏ هو كاتب سير بريطاني، ولد في 26 فبراير 1948، وتوفي في 27 مايو 2014 في لكهامتون في المملكة المتحدة.

## وصلات خارجية
- مالكولم ماكدونالد على موقع ميوزك برينز (الإنجليزية)